# Tshepo Motlhabankwe
Tshepo Motlhabankwe (né le 17 mars 1980 à Digawana au Botswana) est un joueur de football international botswanais, qui évolue au poste de milieu de terrain et de défenseur.

## Biographie

### Carrière en sélection
Tshepo Motlhabankwe reçoit 64 sélections en équipe du Botswana entre 2004 et 2013, inscrivant deux buts.
Il dispute dix matchs lors des éliminatoires du mondial 2006, six lors des éliminatoires du mondial 2010, et enfin six lors des éliminatoires du mondial 2014. Il inscrit un but lors de ces éliminatoires.
Il participe avec l'équipe du Botswana à la Coupe d'Afrique des nations 2012 organisée au Gabon et en Guinée équatoriale.

## Palmarès
Mochudi Centre Chiefs
- Championnat du Botswana (1) :
  - Champion : 2007-08.
  - Vice-champion : 2006-07.

- Coupe du Botswana (1) :
  - Vainqueur : 2008.